# دوشان بلاغی
دوشان بلاغی یک روستا در ایران است که در دهستان دولت‌آباد (نمین) واقع شده‌است. دوشان بلاغی ۱۰۵ نفر جمعیت دارد.